# Estació de Montdidier
L'estació de Montdidier és una estació ferroviària situada al municipi francès de Montdidier (al departament del Somme).
És servida pels trens del TER Picardie.
| Provinença | Estació anterior      | Línia        | Estació següent | Destinació |
| ---------- | --------------------- | ------------ | --------------- | ---------- |
| Amiens     | Hargicourt-Pierrepont | TER Picardie | Tricot          | Compiègne  |